# أمفيتريت

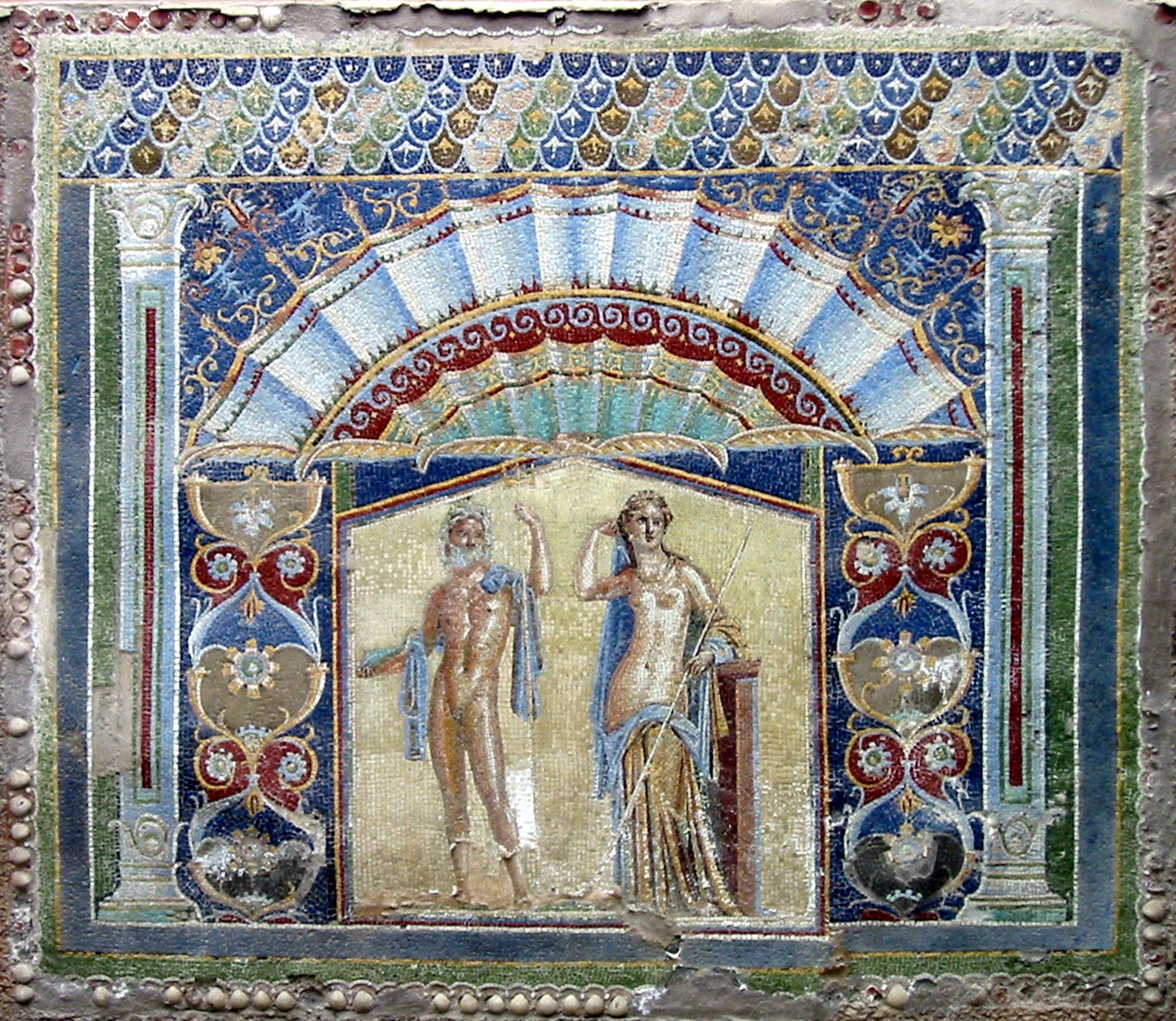
امفيتريت مع نبتون في لوحة فسيفساء من هركولانيوم

أمفيتريتي (باليونانية: Ἀμφιτρίτη)‏ في الميثولوجيا الإغريقية هي إلهة البحر عند اليونان وزوجة بوسيدون وأم تريتون وهي إحدى النيريدات (بنات نيريوس من دوريس). كما يقال أنها كانت ابنة أوقيانوس، كانت سلطتها محصورة في البحر ومخلوقاته فلم تشترك مع زوجها في السيادة بين من يعبدونه أو في أعمال الفن إلا عندما يتم اعتبارها بأنها المتحكمة بالبحر.
كانت تمتاز عن غيرها من النيريات من خلال صفاتها الملكية فقط، ويقال أن بوزيدون رآها أول مرة ترقص على جزيرة ناكسوس بين باقي النيريات وحملها معه. ولكن في نسخة أخرى من الأسطورة يرويها إراتوسثينيس، فقد هربت بعدها مع أطلس إلى أقصى نهاية البحار، حيث عثر عليها دلفين بوسيدون، وكافأها بأن وضعها بين النجوم. وقد أعجب بوسيدون لاحقا بسكيلا، فقامت أمفيتيريتي مدفوعة بغيرتها برمي أعشاب سحرية في البئر الذي كانت تستحم فيه سكيلا، فحولت غريمتها إلى وحش بستة رؤوس واثني عشر قدما. وأنجبت من بوسيدون أبناءها تريتون ورودوس وبينثيسيكيمي.
لا تظهر في أعمال هوميروس على أنها ربة، بينما يظهر اسم أمفيتريتي كاسم للبحر. بينما أغلب المقاطع التي تظهر فيها كربة موجودة في كتابات هسيود وفي نشيد لأبولو الديلي، حيث قال أنها كانت حاضرة عند مولد أبولو. واعتبرها شعراء لاحقون ربة البحر أو المحيط.
في الأعمال الفنية فهي ممثلة وهي بجانب بوسيدون، أو تقود معه العربة التي تجرها خيول البحر أو أي من مخلوقات الأعماق الأسطورية، ويقوم على خدمتها الترايتون والنيريات. وكانت تميز بشبكة على شعرها وكلابات سرطان على جبهتها، وأحيانا كانت تركب مخلوقات بحرية أو تقود عربتها. ويحتوي معبد بوسيدون في البرزخ الكورنثي على تمثال لأمفيتريتي، كما تظهر صورة لها في زخارف إفريز في معبد أبولو في اميكلاي، وعلى عرش زيوس الأولمبي وغيرها من الأماكن. وفي الشعر فإن اسمها غالبا ما يستعمل كوصف للبحر.
لا تزال مجموعة من التماثيل باقية لها، ومنها تمثال ضخم موجود في فيلا ألباني، وتظهر كثيرا على عملات سراقوسة، وأفضل تمثيل لها موجود في قوس أغسطس في ريميني.

## معرض صور

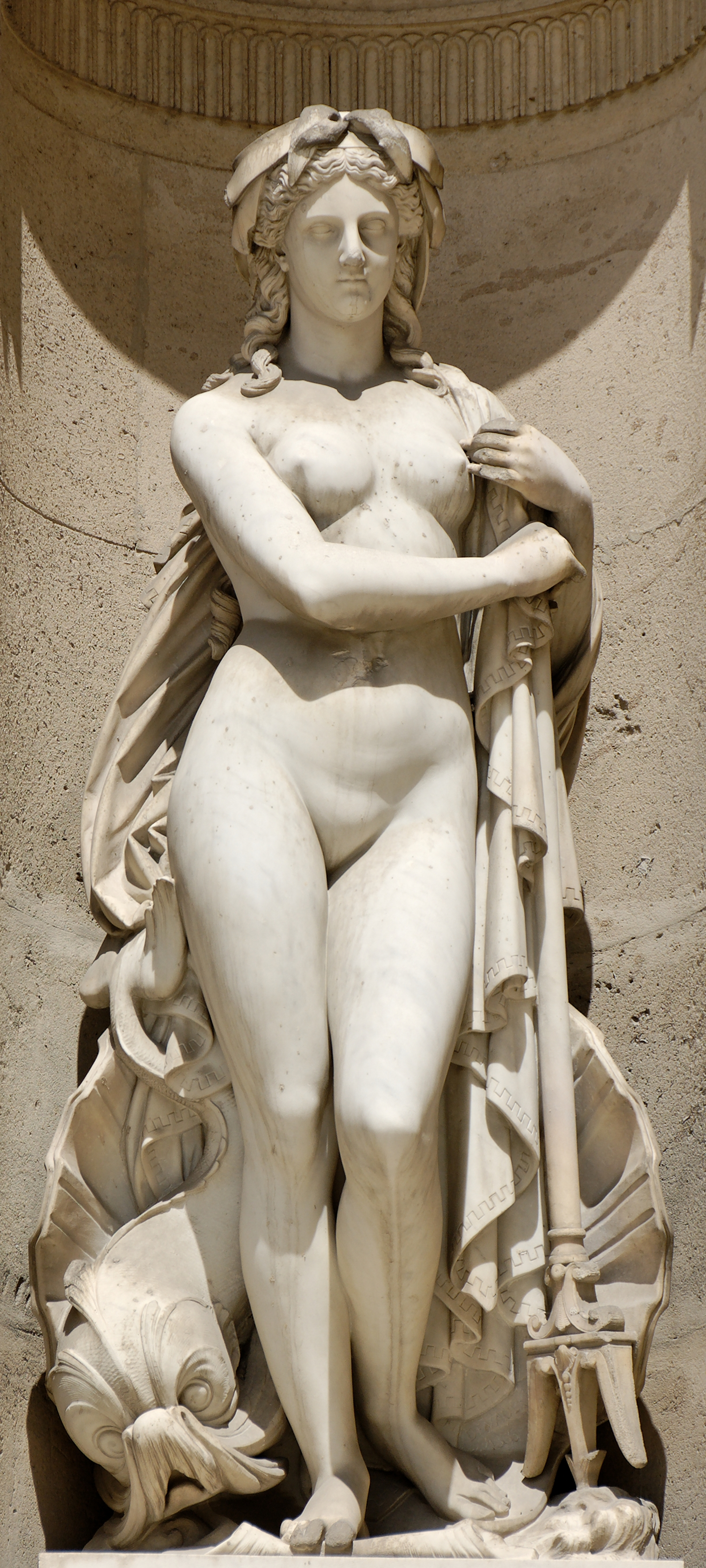
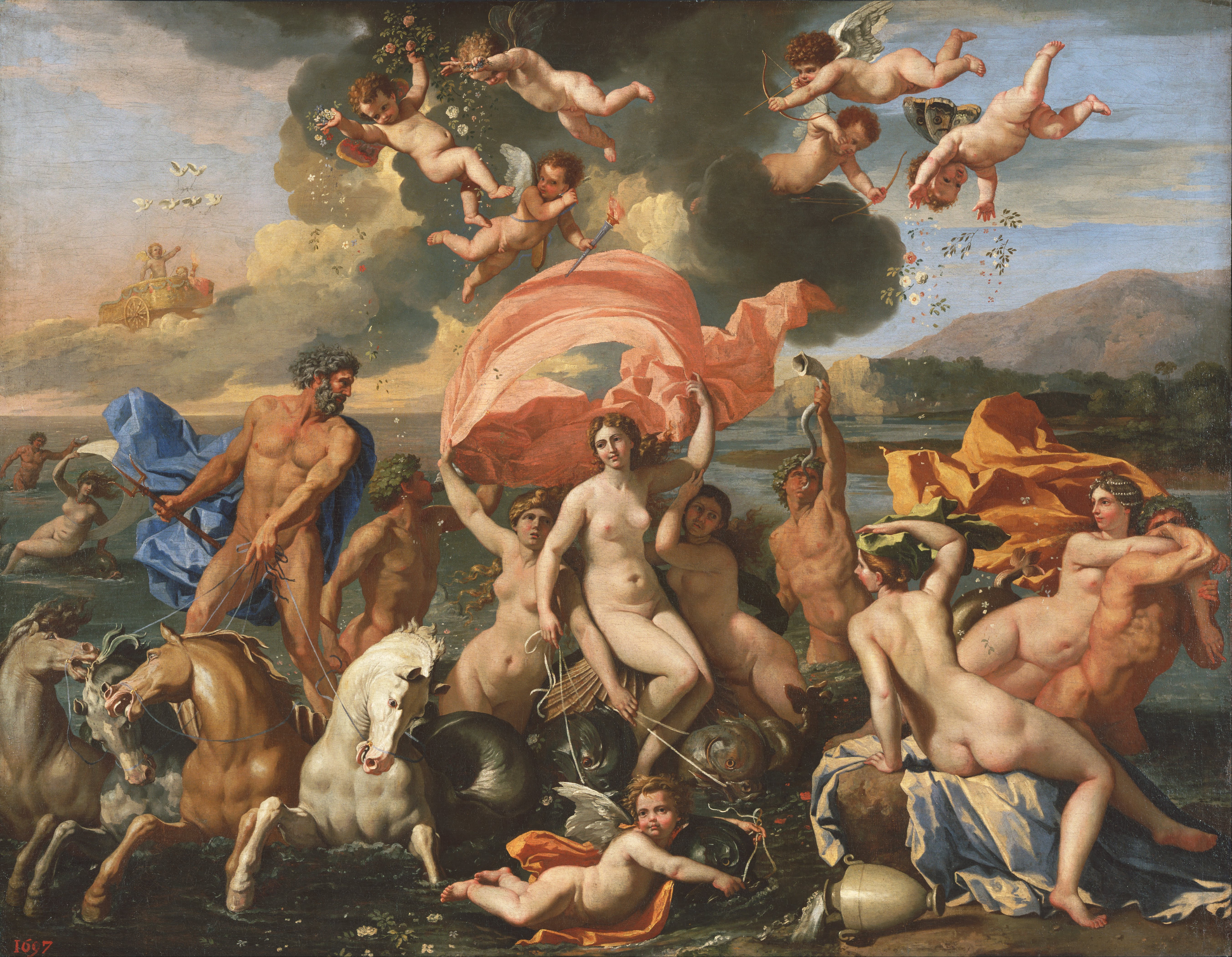
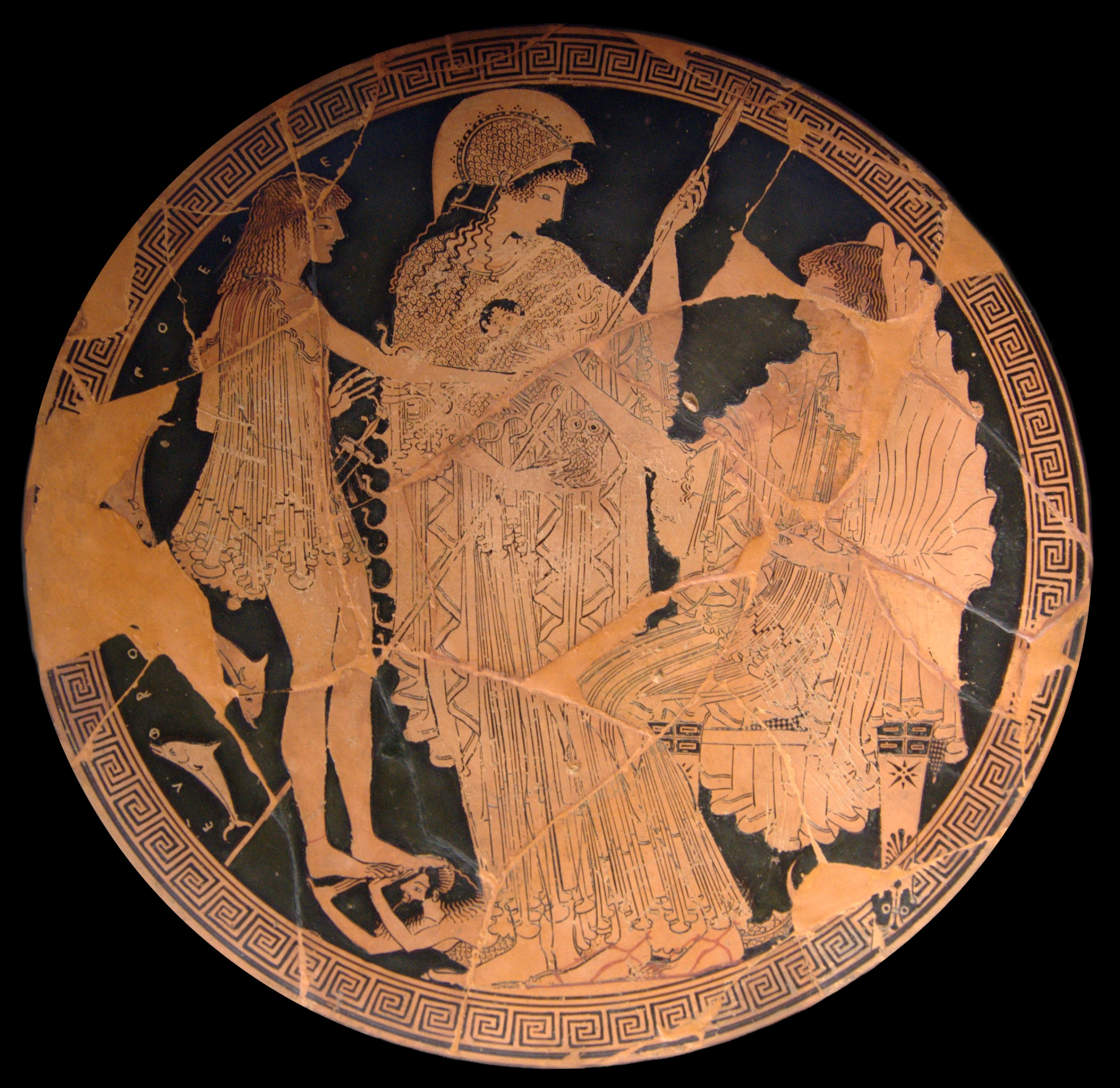
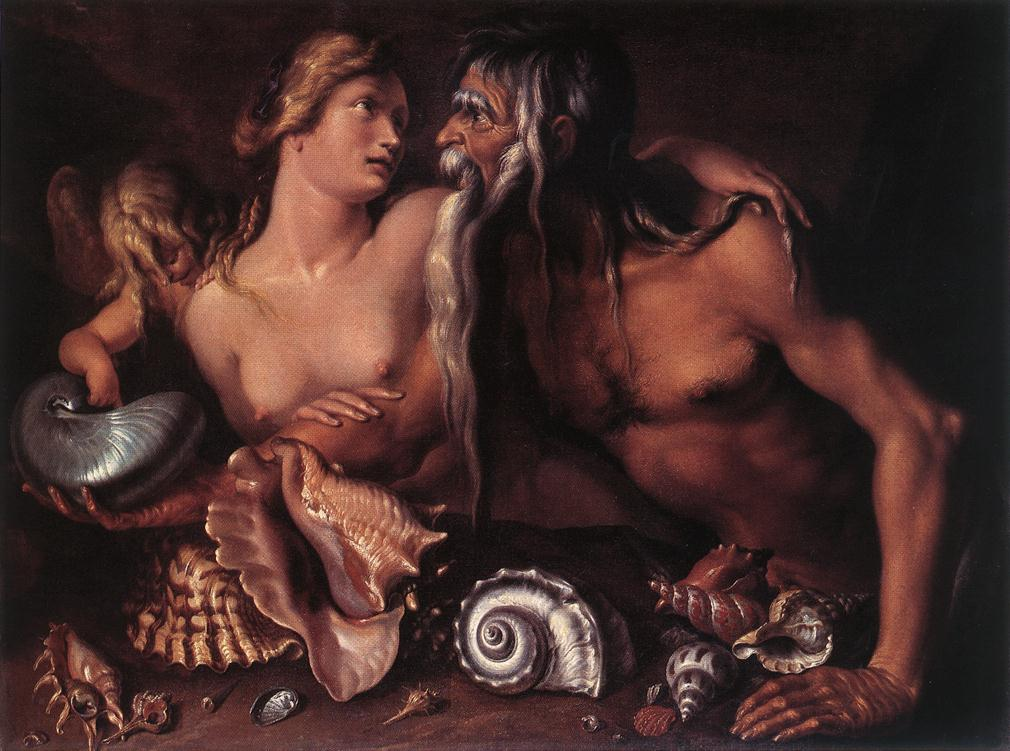